# Margaretenbrücke (Berlin)

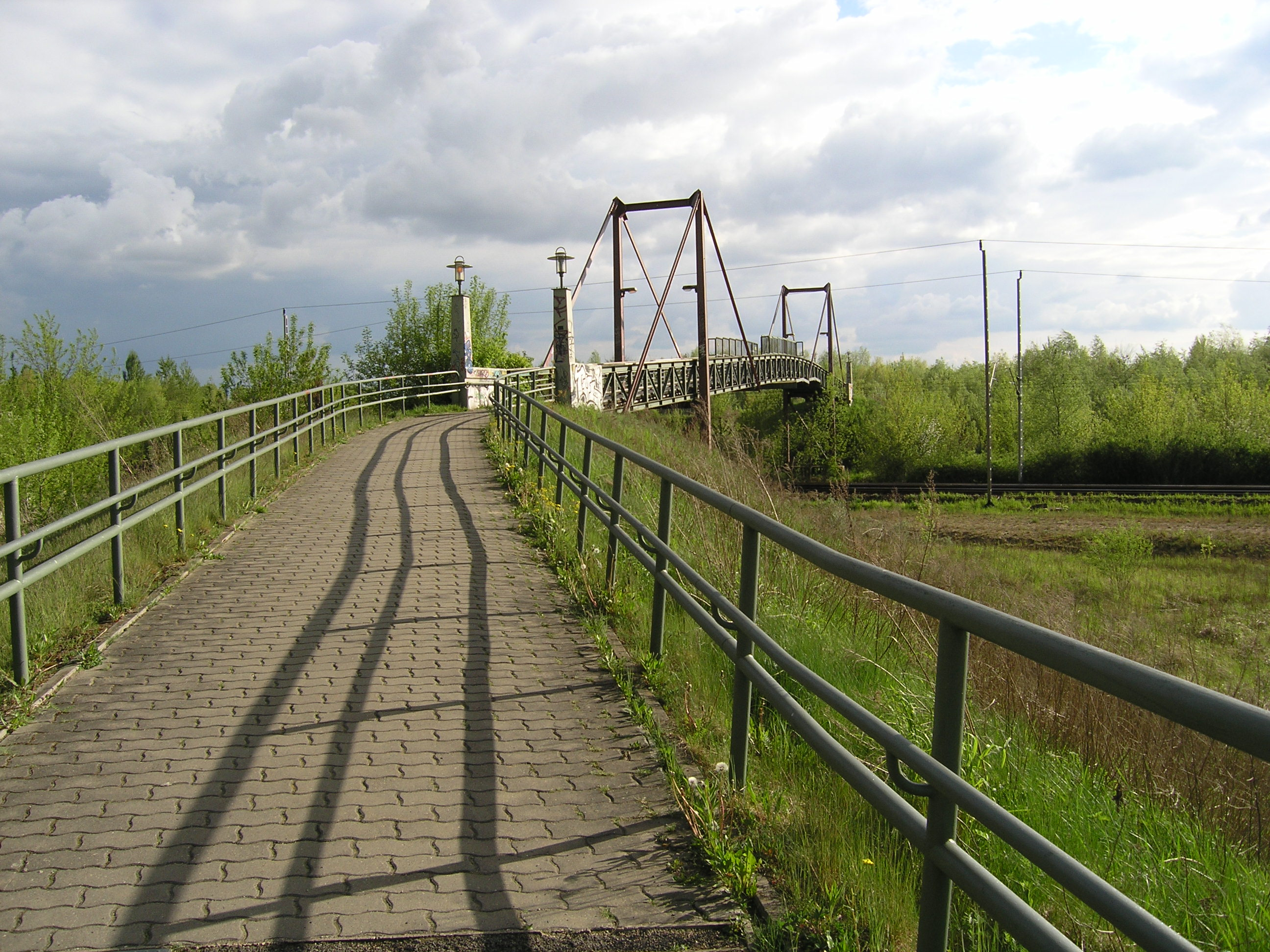
Südliche Zufahrt zur Margaretenbrücke, 2008

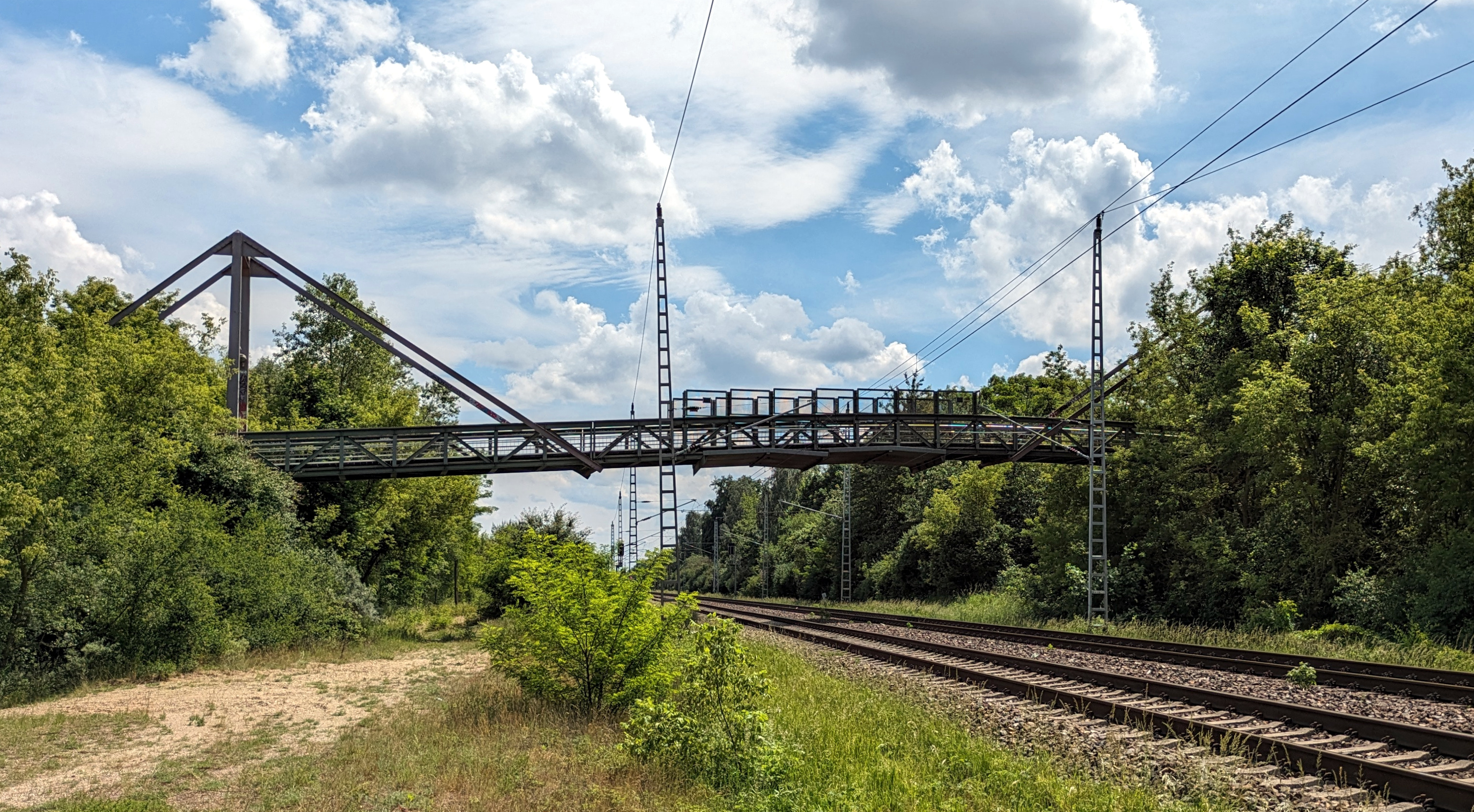
Margaretenbrücke, Blick nach Süden, 2024

Die Margaretenbrücke im Berliner Bezirk Lichtenberg verbindet den Grünzug am Malchower See im Ortsteil Malchow über den Berliner Außenring (Eisenbahn) hinweg mit der Wartenberger Feldmark im Ortsteil Wartenberg.
Es handelt sich um eine mit Holzbalken belegte Stahlkonstruktion (Schrägseilbrücke) für Fußgänger und Radfahrer, die auch gerne als Aussichtspunkt für Trainspotter genutzt wird. Für die Bewohner der Hohenschönhauser Großsiedlung erschließt diese Brücke im Zuge des Max- und Herta-Naujocks-Weges die von guten Rad- und Wanderwegen durchzogene Wartenberger Feldmark.